# 豆源
株式会社豆源（まめげん）は東京都港区麻布十番一丁目に本社・本店を置く、豆菓子専門店。
豆菓子を主とした豊富な種類の商品を製造販売している。本店と一部の店舗では揚げたてのおかきなどが実演販売されている。

## 歴史
1865年（慶応元年）初代駿河屋源兵衛が現在地で創業した。源兵衛は屋台で下町を練り歩いて煎豆を売り、“豆やの源兵ヱ”さんと愛称されていたことから、現在の商号「豆源」となった。
東京大空襲で被害を受け、店舖や史料を焼失した。
1965年（昭和40年）10月1日に有限会社豆源を設立し、1998年（平成10年）5月1日株式会社に改組した。

## 店舗
- 麻布十番本店
- 豆源＆菓子の記録帖
- ラゾーナ川崎店
- 伊勢丹新宿店
- 伊勢丹府中店
- 伊勢丹浦和店
- 東武池袋店
- 東急東横店
- 松屋銀座店
- 日本橋髙島屋店

## 交通アクセス
鉄道
- 東京メトロ南北線 - 麻布十番駅より徒歩2分
- 都営大江戸線 - 麻布十番駅より徒歩2分

## ギャラリー

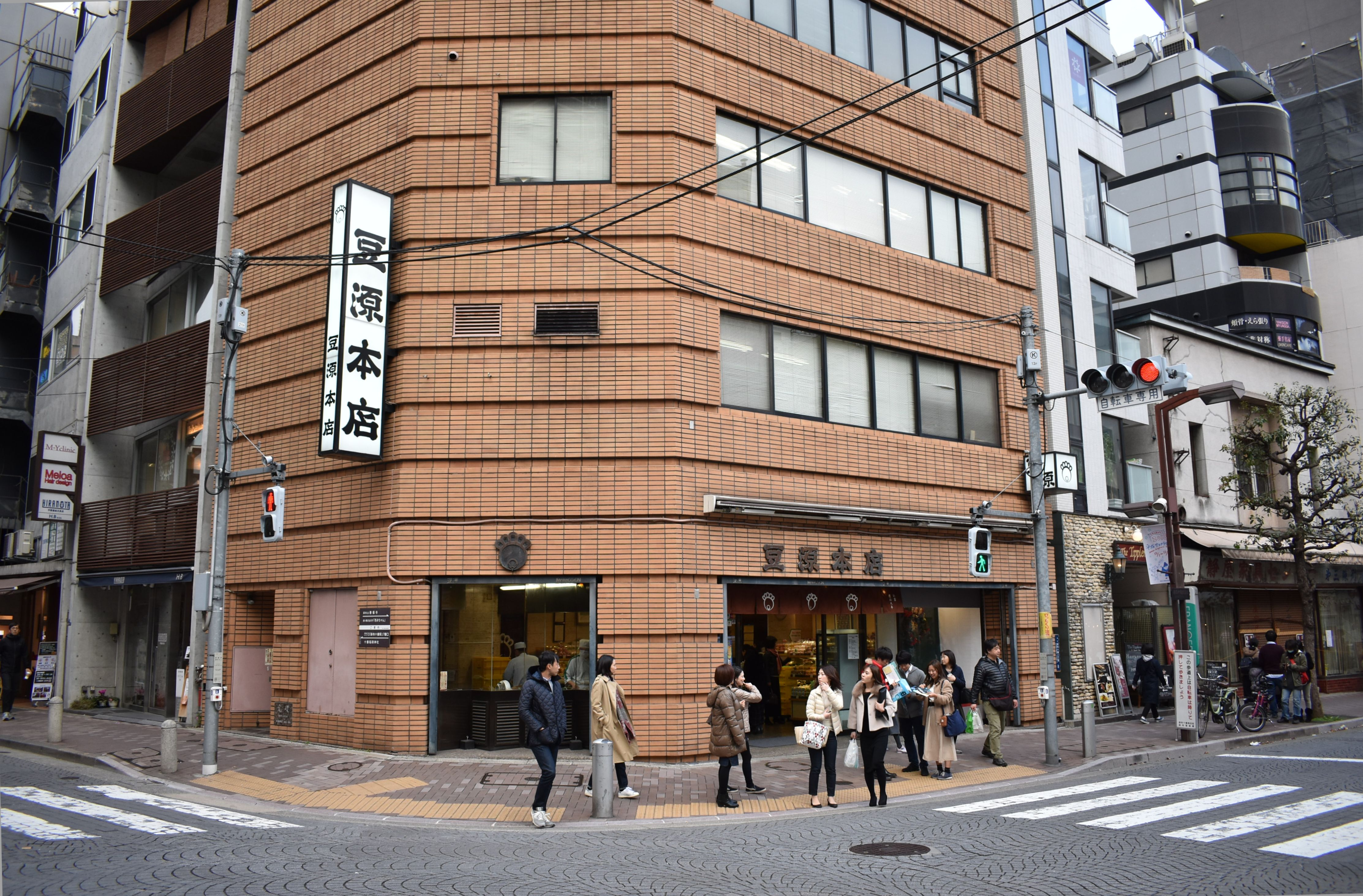
店舗外観（2018年12月2日撮影）
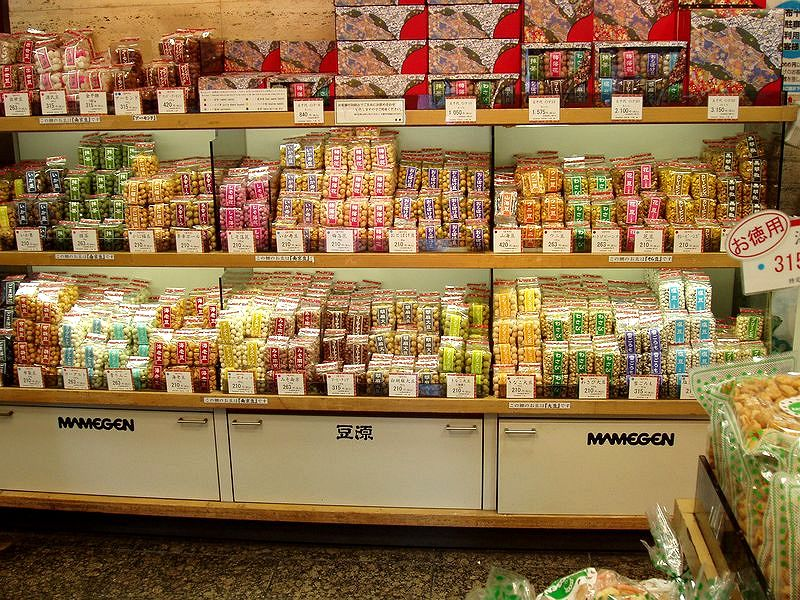
店内の模様（2008年1月4日撮影）
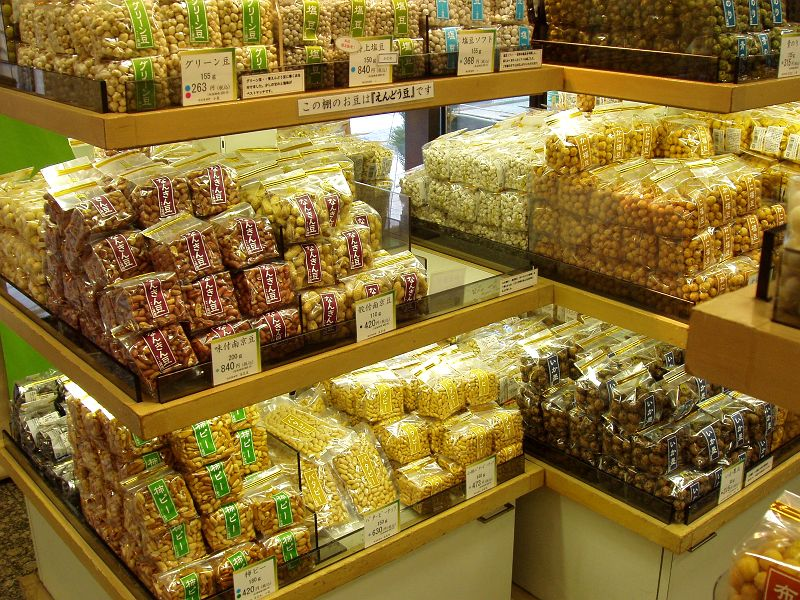
店内の模様（2008年1月4日撮影）
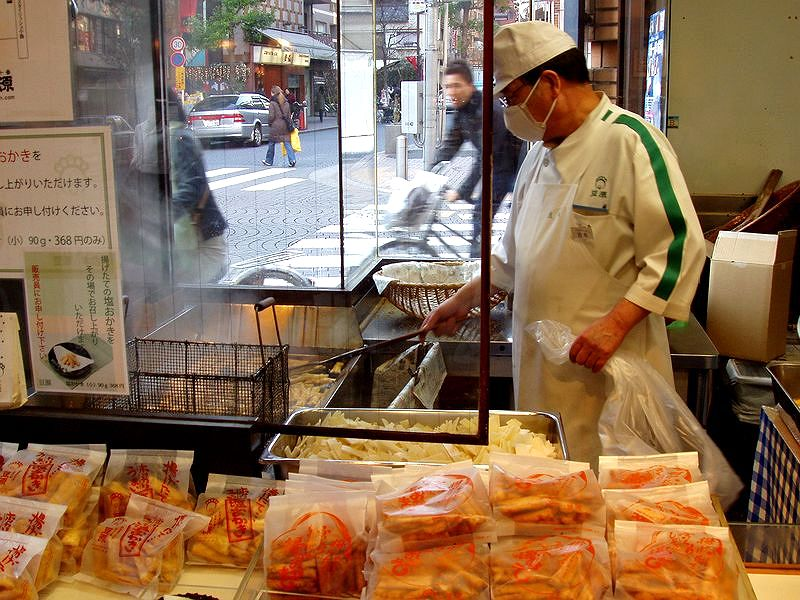
揚げおかきの実演（2008年1月4日撮影）
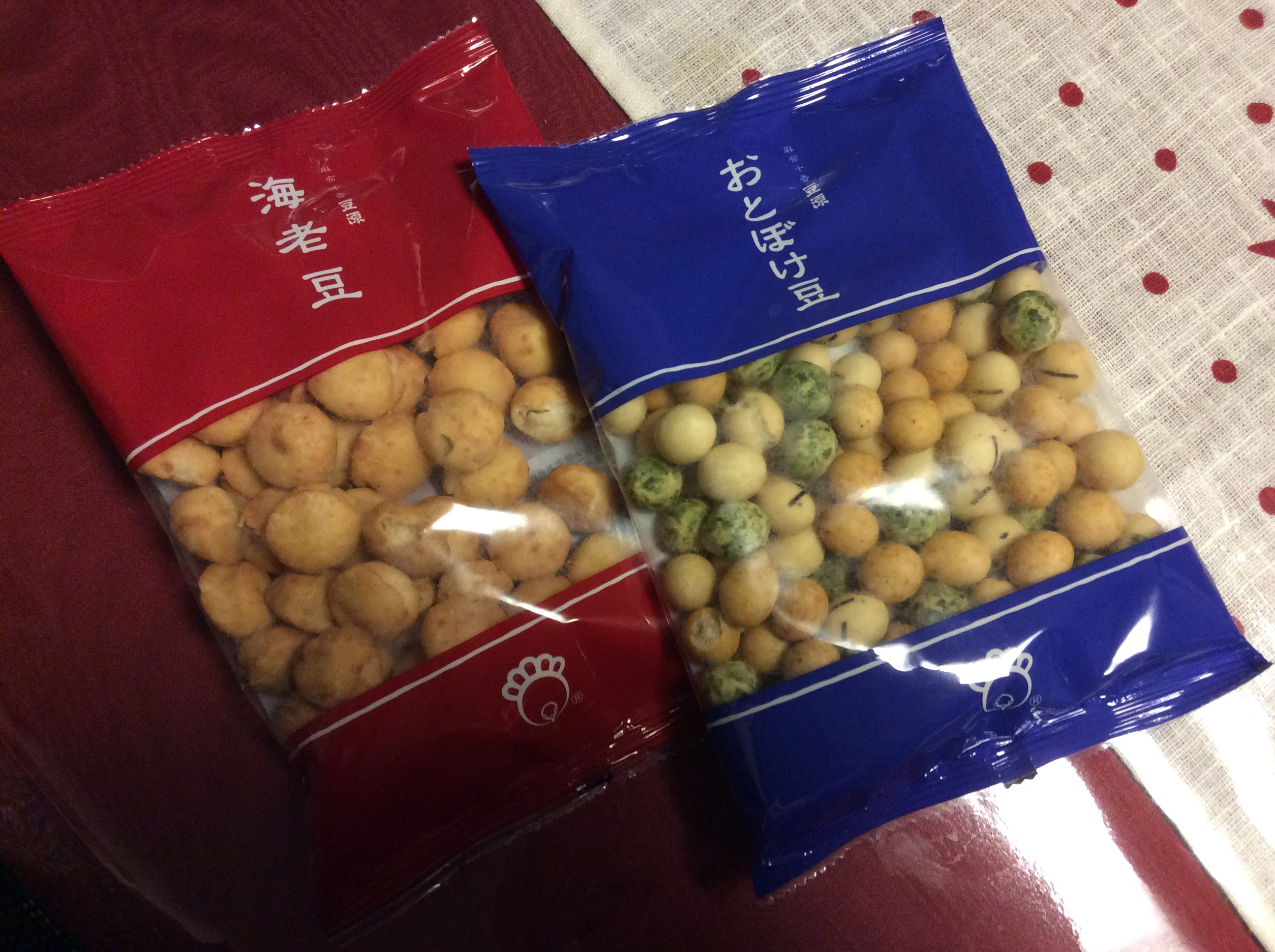
豆製品（2016年12月10日撮影）